# Onthobium tillieri
Onthobium tillieri là một loài bọ cánh cứng trong họ Bọ hung (Scarabaeidae).